# Andy Russell
Charles Andrew Russell, detto Andy (Detroit, 5 marzo 1946 – 1º marzo 2024), è stato un giocatore di football americano statunitense che giocò nel ruolo di linebacker per tutta la carriera con i Pittsburgh Steelers della National Football League (NFL).

## Carriera
Russell fu scelto nel sedicesimo giro del Draft NFL 1963 dai Pittsburgh Steelers. Dopo la sua stagione da rookie si arruolò nell'esercito, facendo ritorno nella squadra nel 1966, dove passò le successive undici stagioni.
Fu uno dei primi membri della famosa difesa di Pittsburgh soprannominata Steel Curtain e fu nominato miglior giocatore della squadra nel 1971. Fu convocato per sette Pro Bowl in carriera e vinse due Super Bowl nel 1974 e 1975. Il 27 settembre 1975 stabilì il record NFL per i playoff ritornando un intercetto per 93 yard in touchdown nella vittoria sui Baltimore Colts. Tale giocata è giudicata da alcuni la più lunga della storia della NFL in termini di durata.
Morì il 1º marzo 2024, quattro giorni prima di compiere 78 anni, per complicazioni della malattia di Alzheimer e di una malattia respiratoria.

## Palmarès
- Super Bowl : 2

Pittsburgh Steelers: IX, X
- American Football Conference Championship: 2

Pittsburgh Steelers: 1974, 1975

### Individuale
- Convocazioni al Pro Bowl: 7

1968, 1970, 1971, 1972, 1973, 1974, 1975
- First-team All-Pro: 1

1975
- Second-team All-Pro: 3

1968, 1970, 1972

## Statistiche
| Intercetti | 18 |